# دوري السوبر الأوغندي 2004
دوري السوبر الأوغندي 2004 (بالإنجليزية: 2004 Uganda Super League)‏ هو موسم من دوري السوبر الأوغندي. أشرف على تنظيمه اتحاد أوغندا لكرة القدم، وكان عدد الأندية المشاركة فيه 16، وفاز فيه نادي ناكيفوبو فيلا.